# Zabłocie (rejon kamieniecki)
Zabłocie (biał. Забалацце, Zabałaccie; ros. Заболотье, Zabołotje) – wieś na Białorusi, w obwodzie brzeskim, w rejonie kamienieckim, w sielsowiecie Raśna.

## Historia
W Rzeczypospolitej Obojga Narodów chutor leżący w województwie brzeskolitewskim, w powiecie brzeskolitewskim. W 1753 cześnik miński Jerzy Józef Matuszewicz nadał Zabłocie klasztorowi marianów w Raśnie. Odpadło od Polski w wyniku III rozbioru.
W XIX i w początkach XX w. położone było w Rosji, w guberni grodzieńskiej, w powiecie brzeskim, w gminie Wysokie Litewskie.
W dwudziestoleciu międzywojennym leżało w Polsce, w województwie poleskim, w powiecie brzeskim, w gminie Wysokie Litewskie. W 1921 miejscowość liczyła 53 mieszkańców, zamieszkałych w 12 budynkach, w tym 47 Białorusinów i 6 Polaków. 47 mieszkańców było wyznania prawosławnego i 6 rzymskokatolickiego.
Po II wojnie światowej w granicach Związku Sowieckiego. Od 1991 w niepodległej Białorusi.